# Aschenmann

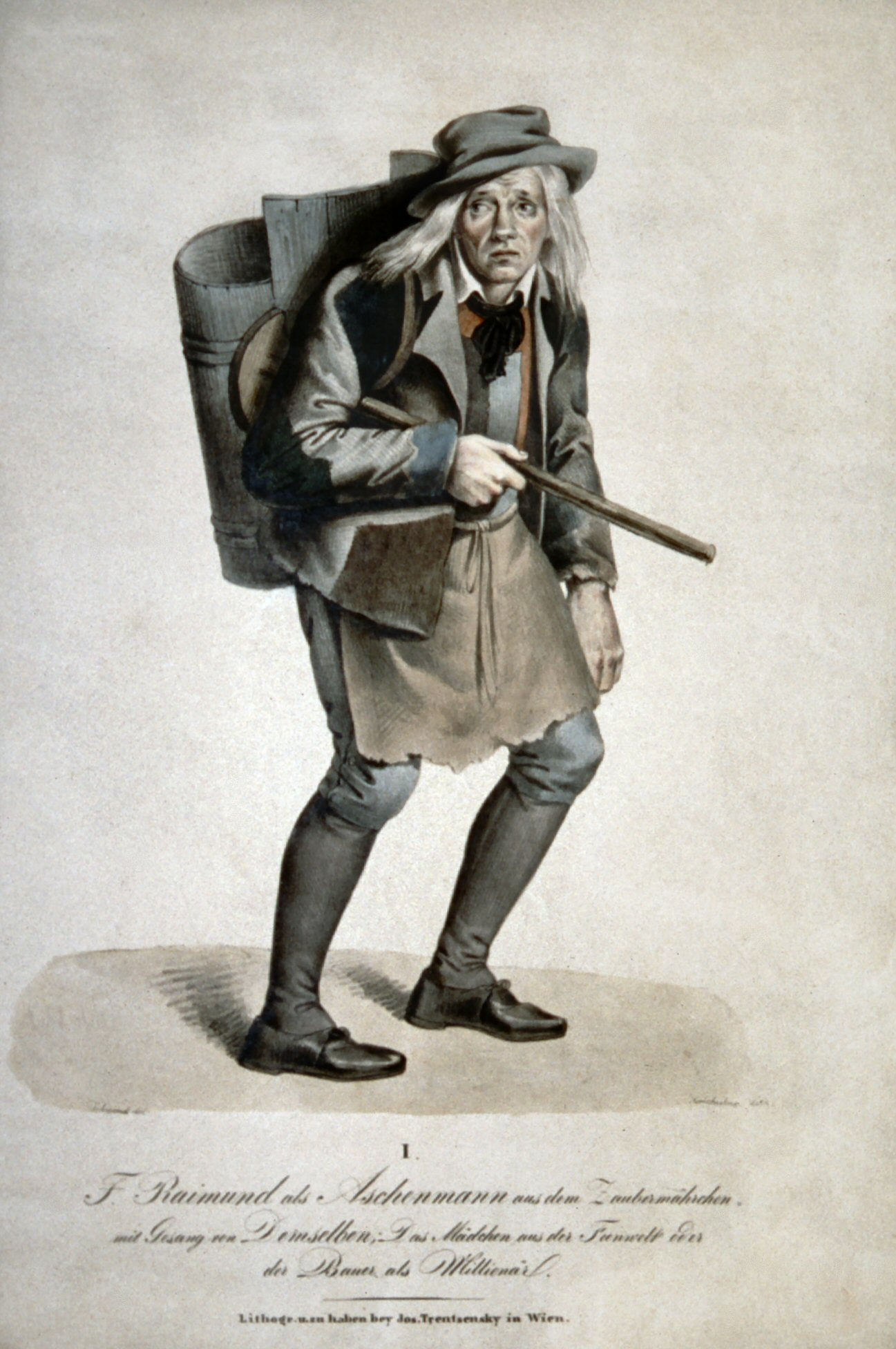
Ferdinand Raimund als Aschenmann in Das Mädchen aus der Feenwelt oder Der Bauer als Millionär, Lithographie von Josef Kriehuber nach einer Zeichnung von Moritz von Schwind

Aschenmann oder Aschenträger ist eine historische Berufsbezeichnung.

## Geschichte

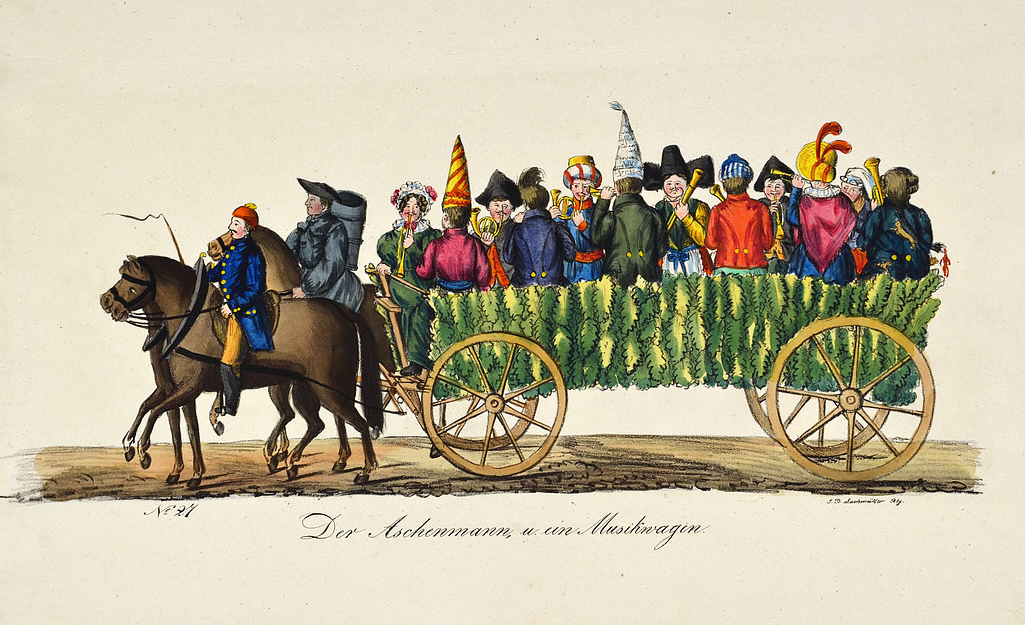
Der Aschenmann und ein Musikwagen: Die Große öffentliche Maskerade zu Pferde und zu Wagen in Bamberg am Fastnachts-Montage 1837

Im Wien des 18. und 19. Jahrhunderts war das Heizen mit Holz gebräuchlich. Das Heizen mit Kohle nach englischem oder belgischem Vorbild setzte sich bis ins 19. Jahrhundert nicht durch, obwohl 1758 in der Umgebung von Thallern (bei Krems an der Donau) Kohlevorkommen (je nach Quelle Braun- oder Steinkohle) entdeckt wurden und in Folge das erste Kohlenbergwerk in Niederösterreich errichtet wurde.
Laut der Beschreibung der Haupt- und Residenzstadt Wien von Johann Pezzl (1802) wurde in einem Wohnhaus täglich rund ein Klafter Holz (umgerechnet rund eineinhalb Festmeter) verheizt. Das Heizen mit Holz führt zu Verbrennungsrückständen in Form von Holzasche. Diese wurde von Aschenmännern mit einer Krücke aus dem Ofen oder Herd geholt und in eine hölzerne Butte, die sie auf dem Rücken trugen, gefüllt. Meist handelte es sich um Personen aus unteren sozialen Schichten, die das Einsammeln der Asche besorgten. Neben Krücke und Holzbutte trugen sie eine Schürze (Fürtuch) und einen Hut mit breitem Rand. Ein Einkommen erzielten sie durch den Verkauf der gesammelten Holzasche an Seifensieder und Leinwandbleicher. Sie waren gewohnte Erscheinungen des Alltagslebens, machten mit dem Ruf An’ Oschn! An’ Oschn! auf sich aufmerksam und gingen wahrscheinlich innerhalb eines bestimmten Gebiets (Rayon) von Haus zu Haus.
Ferdinand Raimund setzte dem Aschenmann ein literarisches Denkmal in seinem 1826 uraufgeführten Zaubermärchen Das Mädchen aus der Feenwelt oder Der Bauer als Millionär und dem von Raimund komponierten Aschenlied. Darin wird der Bauer Fortunatus Wurzel zunächst unverhofft zum Millionär, verliert später Geld und Jugend und muss sich als alter Aschenmann durchbringen. Schlussendlich wird er vom Aschenmann wieder zum zufriedenen Waldbauern. Eine Darstellung des Malers Moritz von Schwind zeigt Raimund in dieser Rolle.
Karol Bołoz Antoniewicz veröffentlichte 1831 das Werk Stanzen eines nordischen Aschenmannes.

## Film
- 2024: Erbe Österreich: Wiens verschwundene Berufe, 46 Minuten, ORF III[8]